# Carlos Lapetra
Carlos Lapetra Coarasa (Zaragoza, España, 29 de noviembre de 1938 - 24 de diciembre de 1995), futbolista español. Jugó de interior izquierda y su último equipo fue el Real Zaragoza, club en el que marcó una época gloriosa durante los años 60.

## Biografía
Nació en Zaragoza, pero se consideró oscense. Carlos Lapetra Coarasa vio la luz el 29 de noviembre de 1938 en una clínica de Zaragoza circunstancialmente, ya que su familia siempre vivió en Huesca. Hijo de Fidel y de Mercedes, era el tercer hijo del matrimonio, pues antes habían nacido sus hermanos Francisco-Javier y Ricardo (también jugador del Real Zaragoza). Su padre, agricultor de solera, fue durante varios años presidente de la Diputación de Huesca.
Llegó al Real Zaragoza desde el Deportivo Guadalajara, de Tercera División, donde militaba mientras estudiaba Derecho en Madrid. Jugó durante 10 temporadas en el Real Zaragoza (1959-69) formando parte de la delantera de los Cinco Magníficos y convirtiéndose en una leyenda dentro del club. Su retirada se precipitó por sus continuas lesiones. Tras su retirada del fútbol profesional, llegó a militar de forma amateur, junto con su hermano Ricardo, en las filas del C.D. Ribaforada. Murió el 24 de diciembre de 1995.
En Guadalajara, una sociedad cultural recreativa zaragocista lleva el nombre de Carlos Lapetra en su honor.
Uno de sus hijos, Christian, llegó a ser presidente del Real Zaragoza.

### Selección nacional
Fue internacional con la Selección nacional de fútbol de España en trece ocasiones, imponiéndose a jugadores como Gento en la alineación titular de la selección española de esos años.
Participaciones en Copas del Mundo
| Competición                    | Sede       | Resultado        |
| ------------------------------ | ---------- | ---------------- |
| Copa Mundial de Fútbol de 1966 | Inglaterra | Octavos de final |

Participaciones en la Eurocopa
| Competición                | Sede   | Resultado |
| -------------------------- | ------ | --------- |
| Eurocopa de fútbol de 1964 | España | Campeón   |

## Clubes
| Club              | País   | Año       |
| ----------------- | ------ | --------- |
| C. D. Guadalajara | España | 1958-1959 |
| Real Zaragoza     | España | 1959-1969 |

## Palmarés

### Campeonatos nacionales
| Título                | Club          | País   | Año     |
| --------------------- | ------------- | ------ | ------- |
| Copa del Generalísimo | Real Zaragoza | España | 1963-64 |
| Copa del Generalísimo | Real Zaragoza | España | 1965-66 |

### Copas internacionales
| Título         | Club               | País   | Año     |
| -------------- | ------------------ | ------ | ------- |
| Copa de Ferias | Real Zaragoza      | España | 1963-64 |
| Eurocopa       | Selección española | España | 1964    |

### Distinciones individuales
| Título                               | País   | Año  |
| ------------------------------------ | ------ | ---- |
| Medalla de plata al mérito deportivo | España | 1964 |